# 国际刑警组织
國際刑事警察組織（英語：International Criminal Police Organization – INTERPOL），簡稱国际刑警组织或國際刑警，是一个促进全球警务合作与犯罪控制的国际组织，也是目前世界上规模最大的执法合作平台。它的总部位于法国里昂，在全球有七个地区局、在196个成员国設有國家中央局。

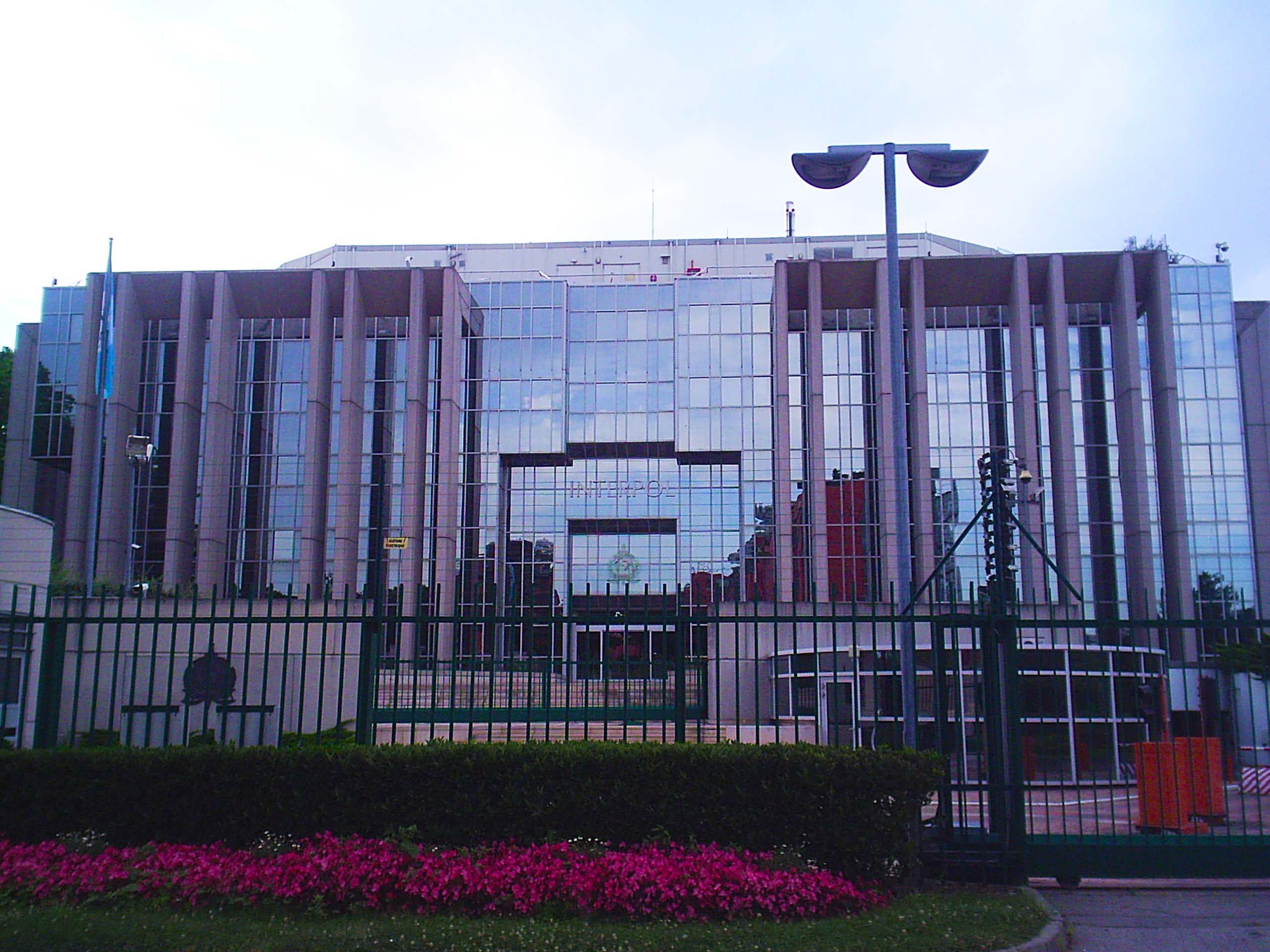
ICPO總部大樓

该组织成立于1923年9月7日，起初名为“国际刑事警察委员会”（英语：International Criminal Police Commission），是在当年于维也纳召开的为期五天的国际警察大会结束后设立的。早在20世纪30年代，国际刑警就已承担了许多现今仍在执行的核心职责。然而，自1938年起，该机构被纳粹控制，总部甚至与盖世太保共处一栋大楼，机构运作几近瘫痪，直至第二次世界大战结束后才逐步恢复正常运作。
国际刑警组织为全球执法机构提供调查支持、专业知识与培训服务，其重点关注跨国犯罪的三大领域：恐怖主义、网络犯罪和有组织犯罪。该组织的任务广泛，涵盖危害人类罪、儿童色情制品、毒品贩运和生产、侵犯知识产权以及白领犯罪等多个方面。通过庞大的犯罪数据库和通信网络，国际刑警组织促进各成员国执法机构之间的合作与信息共享。
与普遍认知不同，国际刑警组织本身并不具备执法权，其角色是协调与支持，而非执行法律。
该组织的年度预算为1.42亿欧元，资金主要来源于181个成员国警察部门的年度捐款。国际刑警组织由所有成员国组成的大会进行管理。大会负责选举执行委员会及主席，现任主席为阿拉伯联合酋长国的艾哈迈德·纳赛尔·莱西，负责监督政策制定与行政事务。
日常事务由总秘书处负责，秘书处由来自100多个国家的大约1000名员工组成，包括警务人员与文职人员。现任秘书长为德国联邦刑事警察局前副局长于尔根·斯托克。
根据章程，国际刑警组织在执行职责时必须保持政治中立，因此被禁止介入政治、军事、宗教或种族性质的事务或争端。该组织以四种官方语言运作：阿拉伯语、英语、法语和西班牙语。

## 历史
直到19世纪，不同国家和政治管辖区的警察之间的合作主要是临时组织的，重点是特定目标或犯罪活动。建立正式、永久的国际警务协调框架的最早尝试是1851年成立的德意志国家警察联盟，该联盟旨在汇集德语国家的警察。其活动主要集中在持不同政见者和罪犯身上。1898年，意大利在罗马举行的反无政府主义会议上发起了一项类似的计划，来自21个欧洲国家的代表参加了会议，为应对国际无政府主义运动建立了一个正式的结构。会议和1904年在圣彼得堡举行的后续会议都没有取得成果。
20世纪初，随着越来越多的国际旅行和商业为跨国犯罪企业和逃犯提供便利，又有几项努力使国际警务合作正式化。最早的是1914年摩纳哥主办的国际刑事警察大会，来自20多个国家的外交官和法律官员参加了会议，讨论在调查犯罪、共享调查技术和引渡程序方面的国际合作。摩纳哥大会制定了12项原则和优先事项，这些原则和优先次序最终将成为国际刑警组织的基础，包括在不同国家的警察之间提供直接联系；制定取证和数据收集的国际标准；以及促进引渡请求的有效处理。由于第一次世界大战，国际警察组织的想法一直处于休眠状态。1922年，美国试图通过在纽约举行的国际警察会议来领导类似的努力，但未能引起国际关注。
一年后的1923年，在维也纳举行的另一次国际刑事警察大会上，由维也纳警察局局长Johannes Schober发起了一项新的倡议。22名代表同意成立国际刑事警察委员会，该委员会是国际刑警组织的直接前身，总部设在维也纳。创始成员包括来自奥地利、德国、比利时、波兰、中国、埃及、法国、希腊、匈牙利、意大利、荷兰、日本、罗马尼亚、瑞典、瑞士和南斯拉夫的警察官员。同年，ICPC的《国际公共安全杂志》首次发布了通缉令。英国于1928年加入。美国直到1938年才加入国际刑警组织，尽管一名美国警察非正式地参加了1923年的大会。 到1934年，ICPC的成员增加了一倍多，达到58个国家。
1938年德奥合并后，这个总部位于维也纳的组织落入纳粹德国的控制之下；该委员会的总部最终于1942年迁至柏林。在此期间，大多数成员国都撤回了支持。1938年至1945年，ICPC的主席包括Otto Steinhäusl、萊因哈德·海德里希、阿图尔·内贝和恩斯特·卡爾滕布倫納。所有人都是党卫军的将军；卡尔滕布伦纳是纽伦堡审判后被处决的最高级别党卫军军官。
1946年，第二次世界大战结束后，比利时、法国、斯堪的纳维亚、美国和英国的官员将该组织恢复为国际刑事警察组织（ICPO）。其新总部成立于巴黎，1967年起在巴黎郊区圣克劳德成立。他们一直呆在那里，直到1989年他们被转移到里昂现在的位置。
在20世纪80年代之前，国际刑警组织基于其《章程》第3条的规定，不参与纳粹战犯的追捕和起诉工作，因为这些行为被视为“政治”事务。
2010年7月，国际刑警组织前主席杰基·塞莱比因收受一名毒贩价值15.6万欧元的贿赂，被约翰内斯堡南非高等法院裁定犯有腐败罪。2008年1月受到指控后，塞莱比辞去了国际刑警组织主席的职务，并被南非国家警察局长延长休假。接替他的是智利国家调查警察总监、前美洲区副总统Arturo Herrera Verdugo[es]，他在2008年10月任命Khoo Boon Hui之前一直担任代理总统。
2012年11月8日，第81届大会闭幕，法国司法警察局中央副局长Mireille Ballestrazzi当选为该组织首位女主席。
2016年11月，中华人民共和国公安部副部长孟宏伟在第85届国际刑警组织大会上当选为主席，并将以这一身份任职至2020年。2018年9月底，孟在一次中国之行中被纪律部门“带走”审问后，据报失踪。中国警方后来证实，孟因涉嫌受贿被捕，并称这是国家反腐运动的一部分。2018年10月7日，国际刑警组织宣布，孟已辞去职务，立即生效，主席职位将由国际刑警组织高级副主席（亚洲）、韩国的金正阳临时担任。2018年11月21日，国际刑警组织大会在一场有争议的选举中选举金填补孟的剩余任期，指控另一位候选人、俄罗斯副总统亚历山大·普罗科普丘克利用国际刑警组织的通知针对俄罗斯政府的批评者。2021年11月25日，阿拉伯联合酋长国内政部监察长艾哈迈德·纳赛尔·莱西当选为主席。由于阿联酋的人权记录，此次选举备受争议，一些人权组织（如人权观察）和一些欧洲议会议员对此表示担忧。

## 宪法
国际刑警组织的作用是由其章程的一般规定来界定的。
第2条规定，其作用是：
确保并促进所有刑事警察当局在不同国家现行法律的范围内，本着《世界人权宣言》的精神，尽可能广泛地相互协助。
建立和发展所有可能对预防和制止普通法犯罪作出有效贡献的机构。
第3条规定：
严禁本组织进行任何政治、军事、宗教或种族性质的干预或活动。

## 方法
与大众媒体频繁报道的普遍观点相反，国际刑警组织不是一个超国家执法机构，也没有具有逮捕权的特工。相反，它是一个由不同国家的执法机构组成的国际组织。因此，该组织主要通过其位于里昂的中央总部，作为成员国执法机构之间的行政联络人，提供通信和数据库援助。以及各成员国较小的地方局的协助。
国际刑警组织设在里昂总部的数据库可以协助执法部门打击国际犯罪。虽然国家机构有自己广泛的犯罪数据库，但这些信息很少超出一个国家的边界。国际刑警组织的数据库可以追踪世界各地的罪犯和犯罪趋势，特别是通过授权收集指纹和面部照片、通缉犯名单、DNA样本和旅行证件。仅国际刑警组织的遗失和被盗旅行证件数据库就包含1200多万条记录。总部的官员还分析这些数据，并向成员国发布犯罪趋势信息。
基于加密互联网的全球通信网络使国际刑警组织特工和成员国能够随时联系。该网络被称为I-24/7，提供对国际刑警组织数据库的持续访问。虽然国家中央局是该网络的主要接入点，但一些成员国已将其扩展到机场和边境接入点等关键领域。成员国还可以通过I-24/7系统访问彼此的犯罪数据库。
国际刑警组织发布了八种类型的国际刑警组织通知，其中七种是：红色、蓝色、绿色、黄色、黑色、橙色和紫色。第八项特别通知是应联合国安全理事会的特别要求发出的。截至2019年，目前有62448份有效的红色和12234份黄色通知在流通。
在发生国际灾难、恐怖袭击或暗杀事件时，国际刑警组织可以派出事件响应小组（IRT）。IRT可以提供一系列专业知识和数据库访问，以协助识别受害者、嫌疑人，并向其他国家的执法机构传播信息。此外，应地方当局的要求，他们可以作为中央指挥和后勤行动，协调参与案件的其他执法机构。这些小组在2013年部署了8次。国际刑警组织于2009年开始发放自己的旅行证件，希望各国取消因国际刑警组织业务旅行的个人签证要求，从而缩短响应时间。2017年9月，该组织投票接受巴勒斯坦和所罗门群岛为成员。

## 組織
國際刑警組織包括全體大會、執行委員會、秘書處和國家中心局，以全體大會為其最高層級的機關，由各成員國代表團組成；執行委員會由大會選出的13個成員國的代表組成，負責監督大會決議的執行情況、準備大會的工作日程、監督秘書長的管理情況等；秘書處由秘書長和該組織的技術、行政人員組成，負責執行大會和執委會的決議、編輯各種刊物、通緝作案逃犯等；國家中心局是該組織在各國的常設機構，主要負責各國警方同國際刑警組織各成員國之間的合作。
國際刑警組織總部建有一個存有150餘萬名國際刑事罪犯材料的資料檔案庫和一座用以鑒定貨幣及其它有價證券真偽的實驗室。國際刑警組織的電子郵件網路系統每年可以處理100萬封阿拉伯文、英文、法文和西班牙文的各種「通報」。出版物有《國際刑事警察評論》（每年10期）和《偽幣和偽造物》（技術期刊）。

### 成員

#### 成員國和支局
- 支局以斜体表示
- 以國家或地區之英文名稱排序

| - - A - 阿富汗 - 阿尔巴尼亚 - 阿尔及利亚 - 美属萨摩亚 - 安道尔 - 安哥拉 - 安地卡及巴布達 - 阿根廷 - 亞美尼亞 - 阿鲁巴 - 奥地利 - B - 巴哈马 - 巴林 - 白俄羅斯 - 比利时 - 百慕大 - 不丹 - 玻利维亚 - 巴西 - 英屬維爾京群島 - 保加利亚 - 布吉納法索 - C - 柬埔寨 - 喀麦隆 - 加拿大 - 开曼群岛 - 中非 - 智利 - 中國 - 哥伦比亚 - 刚果共和国 - 刚果民主共和国 - 古巴 - 賽普勒斯 - 捷克 - D - 丹麦 - 多米尼克 |  | - - E - 埃及 - 薩爾瓦多 - 赤道几内亚 - 爱沙尼亚 - 衣索比亞 - F - 斐济 - 芬兰 - 法國 - G - 加彭 - 德国 - 直布罗陀 - 希腊 - 格瑞那達 - 几内亚 - H - 海地 - 香港 - 匈牙利 - I - 冰島 - 印度 - 印度尼西亞 - 伊朗 - 伊拉克 - 愛爾蘭 - 以色列 - 義大利 - J - 牙买加 - 日本 - 约旦 - K - 基里巴斯 - 科威特 - L - 拉脫維亞 - 黎巴嫩 - 賴索托 - 利比里亚 - 利比亞 - 列支敦斯登 - 立陶宛 - 盧森堡 |  | - - M - 澳門 - 马达加斯加 - 马拉维 - 马来西亚 - 馬爾地夫 - 馬爾他 - 马绍尔群岛 - 毛里塔尼亚 - 模里西斯 - 墨西哥 - 密克羅尼西亞聯邦 - 摩尔多瓦 - 摩納哥 - 蒙古国 - 蒙特內哥羅 - 摩洛哥 - 莫桑比克 - 緬甸 - N - 纳米比亚 - 瑙鲁 - 尼泊尔 - 荷蘭 - 新西兰 - 尼加拉瓜 - 尼日尔 - 奈及利亞 - 北馬其頓 - 挪威 - O - 阿曼 - P - 巴基斯坦 - 帛琉 - 巴勒斯坦 - 巴拿马 - 巴拉圭 - 秘魯 - 菲律賓 - 波蘭 - 葡萄牙 - 波多黎各 - Q - R - 羅馬尼亞 - 俄羅斯 - 卢旺达 |  | - - S - 萨摩亚 - 圣马力诺 - 聖多美和普林西比 - 沙烏地阿拉伯 - 塞内加尔 - 塞爾維亞 - 塞舌尔 - 新加坡 - 荷屬聖馬丁 - 斯洛伐克 - 斯洛維尼亞 - 所罗门群岛 - 南非 - 南蘇丹 - 西班牙 - 斯里蘭卡 - 圣基茨和尼维斯 - 圣卢西亚 - 苏丹 - 苏里南 - 瑞典 - 瑞士 - 叙利亚 - T - 坦桑尼亚 - 泰國 - 东帝汶 - 多哥 - 千里達及托巴哥 - 突尼西亞 - 土耳其 - U - 乌干达 - 乌克兰 - 阿联酋 - 英国 - 美国 - 乌拉圭 - V - 梵蒂冈 - 委內瑞拉 - 越南 - Y - 葉門 - Z - 尚比亞 - 辛巴威 |

#### 非成員國
截至目前，有3个联合国会员国（朝鲜民主主义人民共和国、帛琉和圖瓦盧）及2个非联合国会员国（科索沃和西撒哈拉）不是国际刑警组织会员。
- 科索沃
- 西撒哈拉
- 帛琉

## 资金
2019年，国际刑警组织的营业收入为1.42亿欧元，其中41%是成员国的法定捐款，35%是自愿现金捐款，24%是用于使用设备、服务和建筑物的实物捐款。为了加强国际刑警组织与私营部门之间的合作，支持国际刑警组织的任务，国际刑警组织于2013年成立了一个更安全的世界基金会。尽管在法律上独立于国际刑警组织，但两者之间的关系非常密切，国际刑警组织主席在2015年瑞士泄密事件指控后，汇丰银行首席执行官离开了基金会董事会。
2004年至2010年，国际刑警组织的外聘审计员是法国审计法院。2010年11月，审计法院由挪威审计长办公室取代，任期三年，可选择再延长三年。

## 办公室
除了设在里昂的总秘书处总部外，国际刑警组织还有七个区域局和三个特别代表处：
- 阿根廷布宜诺斯艾利斯
- 比利时布鲁塞尔（驻欧洲联盟特别代表处）
- 喀麦隆雅温得
- 科特迪瓦阿比让
- 圣萨尔瓦多，萨尔瓦多
- 埃塞俄比亚亚的斯亚贝巴（驻非洲联盟特别代表处）
- 肯尼亚内罗毕
- 泰国曼谷
- 美国纽约市（驻联合国特别代表处）[31]
- 津巴布韦哈拉雷

国际刑警组织的指挥和协调中心为寻求紧急信息或面临危机的国家警察部队提供24小时联络点。第一个在里昂，第二个在布宜诺斯艾利斯于2011年9月增加。第三家于2014年9月在新加坡开业。
国际刑警组织于2004年在纽约市开设了驻联合国特别代表处，并于2009年在布鲁塞尔开设了驻欧盟特别代表处。
该组织在新加坡建造了国际刑警组织全球创新综合体（IGCI），作为其研发设施和数字犯罪调查合作场所。它于2015年4月正式开放，但在此之前就已经很活跃了。最值得注意的是，正如发布会上透露的那样，在开幕前几周，IGCI的网络融合中心协调并执行了SIMDA僵尸网络基础设施的全球拆除。

## 歷任主席及秘書長

### 歷屆主席
| 约翰·绍贝尔            | 1923－1932 |
| 弗兰兹·布兰德尔        | 1932－1934 |
| 尤金·塞德尔            | 1934－1935 |
| 迈克尔·斯库布尔        | 1935－1938 |
| 奥托·施泰因            | 1938－1940 |
| 萊茵哈德·海德里希      | 1940－1942 |
| 阿瑟·内贝              | 1942－1943 |
| 恩斯特·卡爾滕布倫納    | 1943－1945 |
| 弗洛仑特               | 1945－1956 |
| 阿戈斯蒂尼奥·卢伦索    | 1956－1960 |
| 理查德·杰克逊          | 1960－1963 |
| 费贾拉尔·贾瓦          | 1963－1964 |
| 费明·弗兰森            | 1964－1968 |
| 保罗·迪科普夫          | 1968－1972 |
| 威廉·伦纳德·希吉特     | 1972－1976 |
| 卡尔·佩尔松            | 1976－1980 |
| 布加林                 | 1980－1984 |
| 约翰·辛普森(警察)      | 1984－1988 |
| 伊万·巴博特            | 1988－1992 |
| 诺曼·因克斯特          | 1992－1994 |
| 比约恩·埃里克森        | 1994－1996 |
| 兼元俊徳               | 1996－2000 |
| 热苏斯·埃斯皮加尔·米拉 | 2000－2004 |
| 杰基·塞莱比            | 2004－2008 |
| 阿图罗·埃雷拉·韦杜戈   | 2008－2008 |
| 邱文晖                 | 2008－2012 |
| 米里尔·巴列斯特拉齐    | 2012－2016 |
| 孟宏伟                 | 2016－2018 |
| 金鍾陽                 | 2018－2021 |
| 艾哈迈德·纳赛尔·莱西   | 2021－     |

### 秘書長

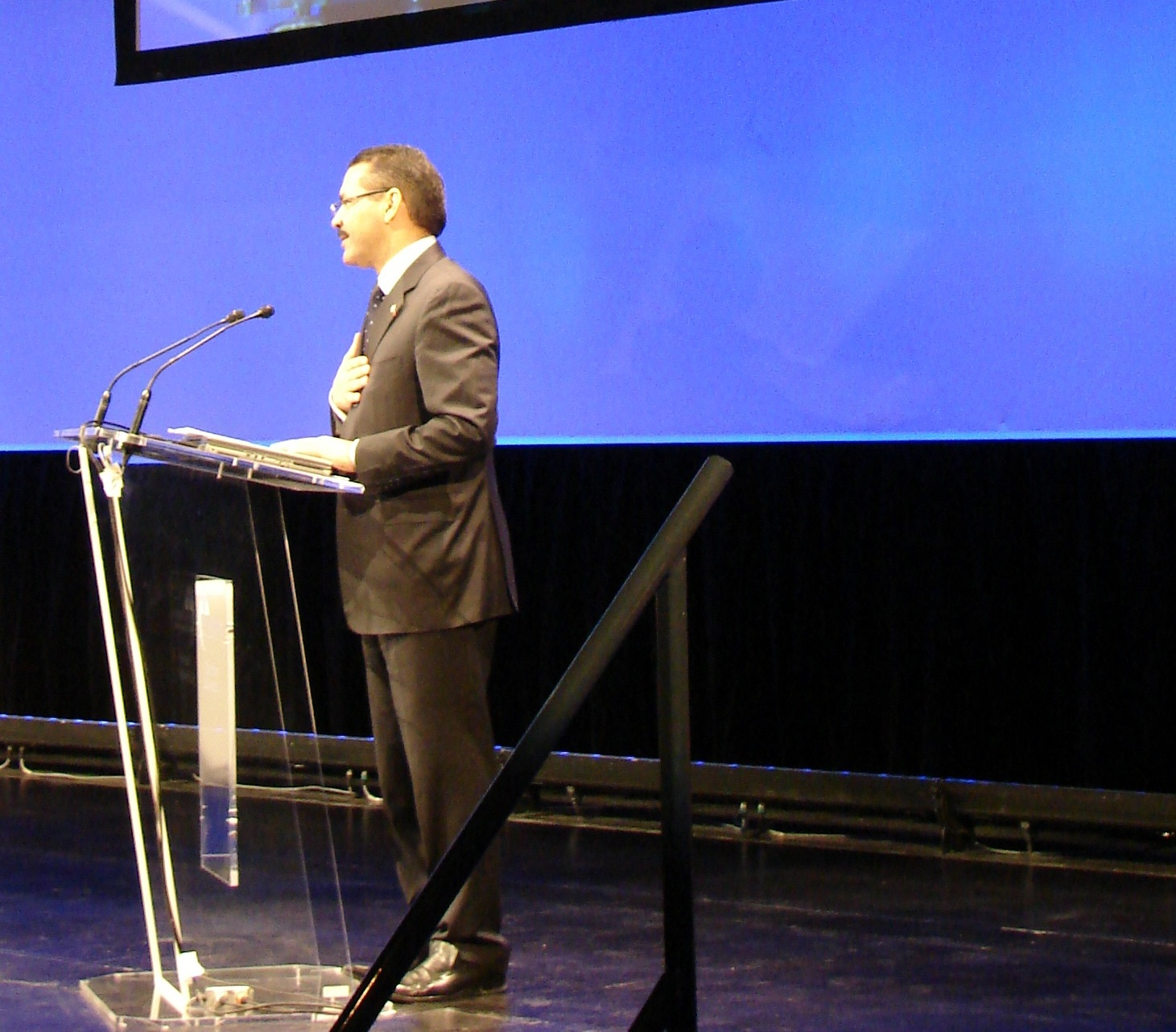
罗纳德·诺布尔于2011年2月2日在第六次全球會議中提及打擊盜版和假冒行爲

秘書長 ，從1923年組織成立時起算：
| 奥斯卡·德雷斯勒 | 1923－1946 |
| 路易·杜鲁克斯   | 1946－1951 |
| 马塞尔·西西特   | 1951－1963 |
| 让·内波特       | 1963－1978 |
| 安德烈·博沙德   | 1978－1985 |
| 雷蒙德·肯德尔   | 1985－2000 |
| 罗纳德·诺布尔   | 2000－2014 |
| 于尔根·施托克   | 2014－     |

## 要犯通報
國際刑警組織要犯通報分為7個分類，用以表示不同的目的（而非等級劃分）。紅色通報表示需要逮捕和引渡，但國際刑警組織在紅色通報下加以標註「這些要犯在被司法宣判有罪之前，都視同無罪」，表示被通緝的要犯需在審判後才能定罪。
| 通報等級分類                              | 內容 |
| ----------------------------------------- | --- |
| 紅色通報 (Red Notice)                               | 各國際刑警組織成員國中心局接到紅色通報後可立即據此對通報人員實施拘捕並參照本國的相關法律進行國際引渡。                   |
| 藍色通報 (Blue Notice)                               | 各國際刑警組織成員國中心局接到藍色通報後可立即據此對通報人員進行定位，鑑識或取得與刑事調查相關的訊息。                   |
| 綠色通報 (Green Notice)                               | 各國際刑警組織成員國中心局接到綠色通報後可立即據此對通報人員警告被認為可能威脅公眾安全的犯罪活動。                       |
| 黃色通報 (Yellow Notice)                               | 各國際刑警組織成員國中心局接到黃色通報後可立即據此對通報人員進行搜尋，可能此通報人員為重要失蹤人口或無法自我辨識。       |
| 黑色通報 (Black Notice)                               | 各國際刑警組織成員國中心局接到黑色通報後可立即據此對通報人員進行情報搜尋，此通報人員為已死亡人口。                       |
| 橙色通報 (Orange Notice)                               | 各國際刑警組織成員國中心局接到橙色通報後可立即據此對通報人員警告被認為可能威脅單一人士、物體人身或財產的犯罪活動。       |
| 紫色通報 (Purple Notice)                               | 各國際刑警組織成員國中心局接到紫色通報後可立即據此要求提供有關此通報人員作案手法、程序、犯罪對象、設備或躲藏地點等訊息。 |
| 國際刑警組織—聯合國 安全理事會特別通報 () | 各國際刑警組織成員國中心局接到國際刑警組織—聯合國安全理事會特別通報後，代表該通報人員或實體是受聯合國制裁的。            |

### I-24/7
I-24/7是經過加密的全球警察通訊系統，讓國際刑警組織的所有成員國或地區可以透過一系列的資料庫，分享情報和刑事資料。

## 批评

### 滥用国际刑警组织逮捕请求
尽管该机构在政治上立场中立，但一些人批评该机构在逮捕行动中所起的作用，批评者认为这是出于政治动机。欧安组织议会在奥斯陆（2010年）、摩纳哥（2012年）、伊斯坦布尔（2013年）、和巴库（2014年）通过的宣言中，批评了一些欧安组织成员国滥用国际调查机制，并敦促它们支持国际刑警组织的改革，以避免出于政治动机的起诉。欧洲委员会议会2014年1月31日的决议批评了国际刑警组织档案管制委员会的运作机制，特别是非对抗性程序和不公正的决定。2014年，PACE通过了一项决定，彻底分析滥用国际刑警组织的问题，并就此事编写一份特别报告。2015年5月，在编写报告的框架内，PACE法律事务和人权委员会在埃里温组织了一次听证会，非政府组织和国际刑警组织的代表都有机会发言。根据Freedomhouse的数据，俄罗斯对国际刑警组织38%的红色通缉令负有责任。目前“大约有66370份有效的红色通知，其中约7669份是公开的。”
被列入国际刑警组织名单的难民在越境时可能会被逮捕。2008年，联合国难民事务高级专员办事处指出，应国际刑警组织的要求，因政治动机的指控而逮捕难民的问题。
2021年，土耳其、中国、阿拉伯联合酋长国、伊朗、俄罗斯和委内瑞拉被指控滥用国际刑警组织，利用国际刑警组织针对政治对手。尽管国际刑警组织的政策禁止各国利用该组织追捕反对者，但独裁者越来越多地滥用国际刑警组织章程。中国利用国际刑警组织打击维吾尔人，政府发布了针对活动人士和其他居住在国外的少数民族成员的红色通缉令。自1997年以来，记录了来自28个国家的1546起拘留和驱逐维吾尔人的案件。在土耳其的案件中，国际刑警组织不得不拒绝了800项请求，其中包括一项针对NBA篮球运动员Enes Kanter Freedom的请求。阿联酋也被指控为试图收买国际刑警组织影响力的国家之一。这个阿拉伯国家利用国际刑警组织建立更安全世界基金会捐赠了5400万美元。该数额估计相当于其余194名成员共同缴纳的法定缴款。据称，阿联酋对国际刑警组织日益增长的影响力使其有机会在2018年和2020年主办大会（由于新冠肺炎疫情而推迟）。

#### 全世界
迪拜拘留所、开放对话基金会、公平审判国际、和平研究中心和国际调查记者联合会等组织表示，非民主国家利用国际刑警组织骚扰反对派政客、记者、人权活动家和商人。被指控滥用该机构的国家包括中国、俄罗斯、阿拉伯联合酋长国、卡塔尔、巴林、伊朗、土耳其、哈萨克斯坦、白俄罗斯、委内瑞拉和突尼斯。
开放对话基金会的报告分析了国际刑警组织系统处理的44起备受关注的政治案件。一些在欧盟和美国获得难民身份的人——包括俄罗斯商人安德烈·鲍罗丁、车臣人阿尔比·布加耶夫、哈萨克斯坦反对派政治家穆赫塔尔·阿布利亚佐夫及其助手阿图尔·特罗菲莫夫、和斯里兰卡记者昌迪玛·威萨纳——继续留在国际刑警组织的公开名单上。一些难民仍然在名单上，即使法院拒绝将他们引渡到一个非民主国家（例如，米哈伊尔·霍多尔科夫斯基案的证人帕维尔·扎贝林和哈萨克斯坦反对派阿布利亚佐夫的前安全负责人亚历山大·帕夫洛夫）。另一个案例是曼努埃尔·罗萨莱斯，他是一名反对乌戈·查韦斯的政治家，于2009年逃到秘鲁，并因腐败指控被置于红色警戒状态两周。国际刑警组织立即删除了起诉请求。国际刑警组织也因误认黄色预警人员而受到批评。其中一个案例是Alondra Díaz Nuñez，她于2015年4月在墨西哥瓜纳华托市被捕，被误认为是另一位母亲的女儿。国际刑警组织因帮助警察联邦部长、墨西哥联邦警察以及美国驻墨西哥大使馆和领事馆实施绑架而受到墨西哥新闻和媒体的严厉批评。

#### 西欧
欧安组织2013年《伊斯坦布尔宣言》列举了此类起诉的具体案例，包括俄罗斯活动家彼得·西拉耶夫、金融家威廉·布劳德、商人伊利亚·卡特斯尼尔森、白俄罗斯政治家Ales Michalevic和乌克兰政治家Bohdan Danylyshyn。
2014年7月25日，尽管国际刑警组织章程禁止他们进行任何政治或军事性质的干预或活动，乌克兰民族主义准军事领导人德米特罗·亚罗什应俄罗斯当局的要求被列入国际刑警组织的国际通缉名单，这使他成为2014年乌克兰和俄罗斯冲突开始后唯一被国际通缉的人。很长一段时间以来，国际刑警组织拒绝将乌克兰前总统维克托·亚努科维奇列入乌克兰新政府的通缉名单，因为他在“欧洲之夜”期间大规模杀害抗议者。亚努科维奇最终于2015年1月12日被列入通缉名单。然而，在亚努科维奇聘请的英国律师事务所Joseph Hage Aaronson的干预下，2015年7月16日，对乌克兰前总统的国际逮捕令被暂停，等待进一步审查。2014年12月，乌克兰安全局解散了一个由国际刑警组织乌克兰局前特工领导的破坏和侦察小组，该小组在乌克兰反情报机构也有家庭关系。2014年，俄罗斯试图将乌克兰政治家Ihor Kolomoyskyi和乌克兰公民活动家Pavel Ushevets列入国际刑警组织通缉名单，他们在莫斯科的亲乌克兰艺术表演后在俄罗斯受到刑事迫害。

#### 中东
根据斯德哥尔摩自由中心2017年9月发布的一份报告，土耳其已将国际刑警组织的机制武器化，以追捕合法的批评者和反对者，这违反了国际刑警组织自身的宪法。该报告列出了虐待案件，土耳其不仅使用逮捕令，还吊销旅行证件和护照，作为迫害批评者和反对者的工具。骚扰活动也针对外国公司。叙利亚库尔德人萨利赫穆斯林于2018年2月25日应土耳其要求在捷克共和国首都布拉格被短暂拘留，但两天后获释，引起土耳其的愤怒抗议。2018年3月17日，捷克当局驳回了土耳其的请求，认为其毫无根据。
阿联酋政府高级官员Ahmed Naser Al Raisi就任总统后，国际刑警组织无视欧洲人权法院的禁令，与塞尔维亚当局合作引渡了一名巴林活动人士。Ahmed Jaafar Mohamed Ali乘坐阿联酋私人航空公司Royal Jet的包机被引渡到巴林，该公司由阿布扎比王室成员领导。批评人士担心，这只是莱西总统任期内“红线将被跨越”的第一个例子。此外，有人警告说，在做出决定后，国际刑警组织将与阿里面临的任何虐待行为串通一气。2021年，据报道，Ahmed Naser此前也曾在阿联酋折磨过一些人。

#### 上诉和要求撤回
向国际刑警组织提出上诉的程序漫长而复杂。例如，委内瑞拉记者Patricia Poleo和哈萨克斯坦活动家Ablyazov的同事，以及获得难民身份的Tatiana Paraskevich，分别在长达一年半和六个月的时间里试图推翻这一出于政治动机的请求。
国际刑警组织此前承认，将一些人列入通缉名单的请求是出于政治动机，例如，印度尼西亚活动家本尼·文达、格鲁吉亚政治家吉维·坦格马泽、格鲁吉亚前总统米哈伊尔·萨卡什维利、马拉开波前市长和2006年委内瑞拉总统选举候选人曼努埃尔·罗萨莱斯以及洪都拉斯前总统曼努埃尔·塞拉亚·罗萨莱斯；这些人随后被移走。然而，在大多数情况下，国际刑警组织只有在独裁国家结束刑事案件或宣布大赦后才会撤销针对难民的红色通缉令（例如，俄罗斯活动家和政治难民Petr Silaev、Denis Solopov和Aleksey Makarov，以及土耳其社会学家和女权主义者Pinar Selek的案件）。

### 外交
2016年，台湾批评国际刑警组织拒绝了他们作为观察员加入联合国大会的申请。美国支持台湾的参与，美国国会通过了一项立法，指示国务卿制定一项战略，以获得台湾的观察员地位。
中国公民孟宏伟当选为国际刑警组织欧洲事务副主席，俄罗斯人亚历山大·普罗科普丘克当选为副主席，这引起了英语媒体的批评，并引发了人们对国际刑警组织接受中国和俄罗斯出于政治动机的请求的担忧。

### 商业
2013年，国际刑警组织因与国际足联、菲利普·莫里斯和制药行业等私营部门机构达成数百万美元的交易而受到批评。批评主要是缺乏透明度和潜在的利益冲突。
2015年国际足联丑闻发生后，该组织与所有引发此类批评的私营部门机构断绝了联系，并采用了一个新的透明融资框架。

### 领导
孟宏伟失踪后，四名美国参议员指责他的继任者亚历山大·普罗科普丘克滥用红色通缉令，将他的当选比作“让狐狸掌管鸡舍”。乌克兰赫尔辛基人权联盟发布并由其他非政府组织签署的一份声明引发了人们对他利用国际刑警组织立场压制俄罗斯批评者的能力的担忧。俄罗斯政界人士批评美国的指控是出于政治动机的干涉。
2021年6月，包括多数党和反对派在内的35名法国议员、议员和参议员敦促总统埃马纽埃尔·马克龙反对阿联酋将军艾哈迈德·纳赛尔·莱西的候选人资格，理由是对他的酷刑指控。这是罗纳州副州长休伯特·朱利安·拉费里尔的第二次呼吁，他于2021年初首次写信给马克龙。他质疑，像Al Raisi这样的人物，对政治对手Ahmed Mansoor和英国学者Matthew Hedges的酷刑负有责任，怎么会成为一个最受尊敬的机构的主席。
当阿联酋安排Al Raisi前往国际刑警组织成员国时，对这位阿联酋候选人的反对情绪加剧。一些德国议员签署了一份请愿书，表示“深切关注”，并拒绝Al Raisi竞选国际刑警组织主任。Matthew Hedges和Ali Ahmad的英国律师Rodney Dixon提交了一份申诉，并敦促瑞典当局在Al Raisi抵达瑞典后逮捕他。这两名英国人还向挪威警方提出了逮捕al-Raisi的类似请求。瑞典和挪威都适用管辖权，允许他们对犯罪展开调查，而不考虑一个人的国籍或犯罪的原籍国。
2021年10月，Al Raisi不得不面临进一步的反对，因为律师们向巴黎的法国检察官提交了投诉。这些指控援引了Al-Raisi在非法拘留和折磨Ali Issa Ahmad和Matthew Hedges中的作用。根据普遍管辖权原则提出的申诉赋予法国官员调查和逮捕外国公民的权力。由于Raisi不是国家元首，法国当局有权在他进入法国领土时逮捕和审问他。
随着大会的临近，反对声音越来越大。2021年11月，土耳其律师Gulden Sonmez对Al Raisi在土耳其的提名提起刑事诉讼，投票将在土耳其进行。Sonmez表示，阿联酋试图掩盖其人权记录并清洗其声誉。此外，赫奇斯和艾哈迈德预计也将在联合国大会之前在土耳其对Al-Raisi提起诉讼。

## 改革
2015年7月1日至3日，国际刑警组织组织组织了一次信息处理工作组会议，该工作组是专门为核实信息处理机制而成立的。工作组听取了民间社会关于改革国际调查制度的建议，并承诺考虑到可能阻碍或拒绝在国内提交犯罪报告的情况，将予以考虑。
人权组织公开对话基金会特别建议国际刑警组织：建立一个保护具有国际难民身份的人的权利的机制；启动档案管制委员会与人权非政府组织以及庇护和引渡问题专家的更密切合作；对违反国际刑警组织规则的行为实施制裁；加强与非政府组织、联合国、欧安组织、PACE和欧洲议会的合作。
公平审判国际提议为因不公平指控而被通缉的个人制定有效的补救措施；惩罚经常滥用国际刑警组织系统的国家；以确保国际刑警组织的工作更加透明。
和平研究中心还为国际刑警组织提出了建议，特别是删除根据1951年原籍国颁布的《难民公约》授予难民身份的人的红色通缉令和扩散令，并设立一个独立机构定期审查红色通缉令。

## 徽章
国际刑警组织目前的会徽于1950年采用，包括以下元素：
- 地球仪表示世界范围内的活动
- 橄榄枝代表和平
- 这把剑代表了警察的行动
- 天平表示正义
- 缩写词“OIPC”和“ICPO”，分别用法语和英语表示组织的全名。

## 参閱
- 刑事警察
- 红色通缉令
- 國際刑警組織護照
- 國際刑事法院